# Kasteel Steevliet
Het Kasteel Steevliet (ook: Kasteel Casier) is een voormalig kasteel in de Oost-Vlaamse plaats Melle, gelegen aan de Heusdenbaan 67.

## Geschiedenis
In 1677 werd het goed Steevliet voor het eerst vermeld. Toen zou het buitenhuis gebouwd zijn in opdracht van Jehan Van de Vyvere. In 1821 werd het verkocht aan Petrus Dominicus Velleman, een architect, die het in empirestijl liet verbouwen. Omstreeks 1855 werd het nog vergroot.
De oorspronkelijke omgrachting werd in de 1e helft van de 19e eeuw omgevormd tot een serpentinevijver, die deels ten offer viel aan de verlegging van de Heusdenbaan.
In 1947 werd het goed omgevormd tot een kindertehuis. De bijgebouwen werden vervangen door paviljoens en de oranjerie werd verbouwd tot een kapel.